# Tour génoise
 (septembre 2016).
Si vous disposez d'ouvrages ou d'articles de référence ou si vous connaissez des sites web de qualité traitant du thème abordé ici, merci de compléter l'article en donnant les références utiles à sa vérifiabilité et en les liant à la section « Notes et références ».

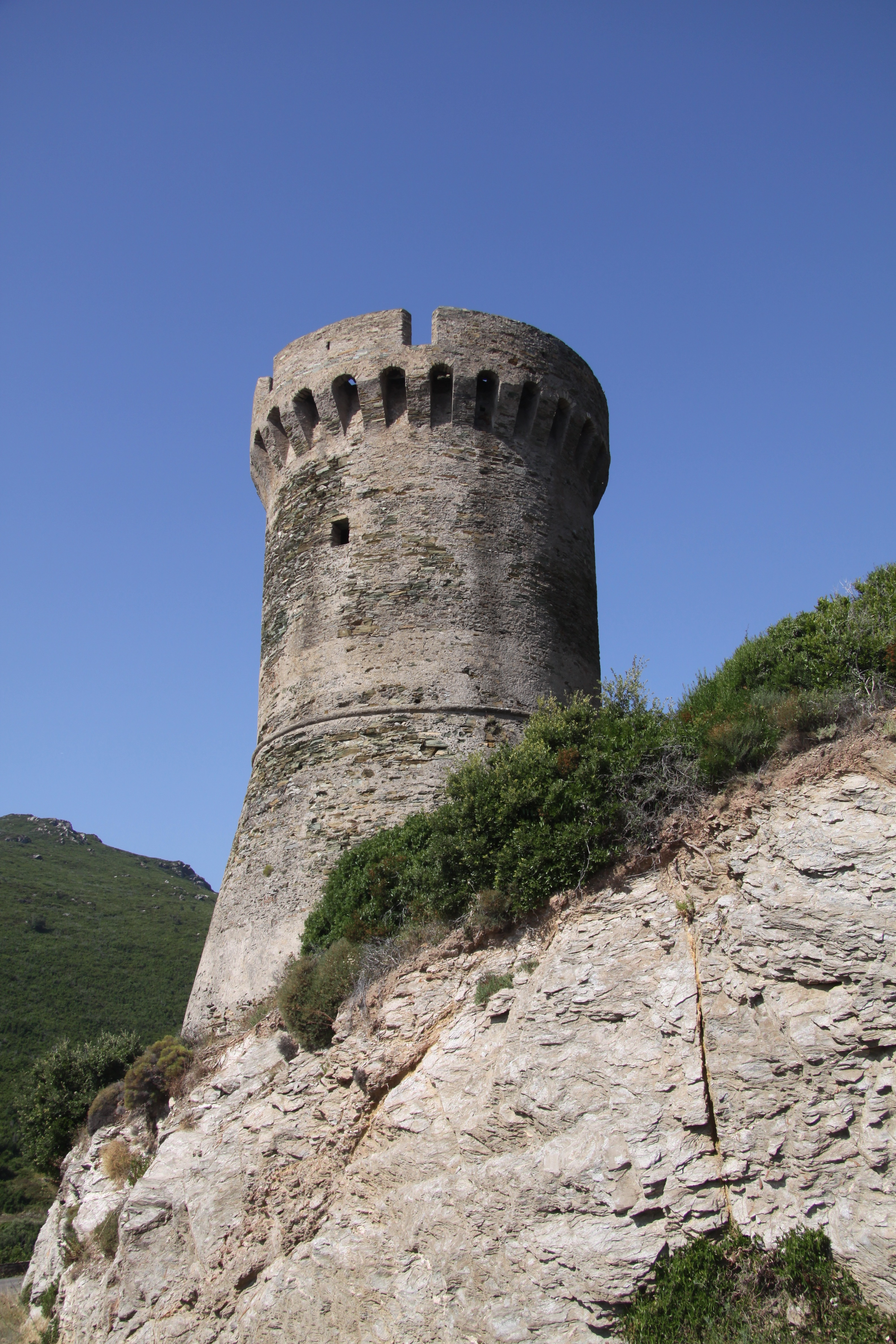
Une tour génoise en Corse : Torra di l'Osse (tour de l'Osse) sur la commune de Cagnano.

Les tours génoises sont des tours côtières disposées le long du littoral des anciens territoires de la république de Gênes. 
Nombreuses en Corse où la plupart datent des XVIe et XVIIe siècles, on en trouve également sur les côtes de l'île d'Elbe, de l'île de Capraia, de l'île tunisienne de Tabarka, à Beyoğlu sur la mer de Marmara ainsi qu'en mer Noire où elles datent des XIVe et XVe siècles, le long des rivages aujourd'hui turcs (Bithynie, Paphlagonie, Pontique), bulgares (Dobroudja du Sud), roumains (Dobroudja du Nord), ukrainiens et russes (notamment en Crimée),.
En France, certaines de ces tours sont classées monuments historiques.

## Tours génoises en Corse

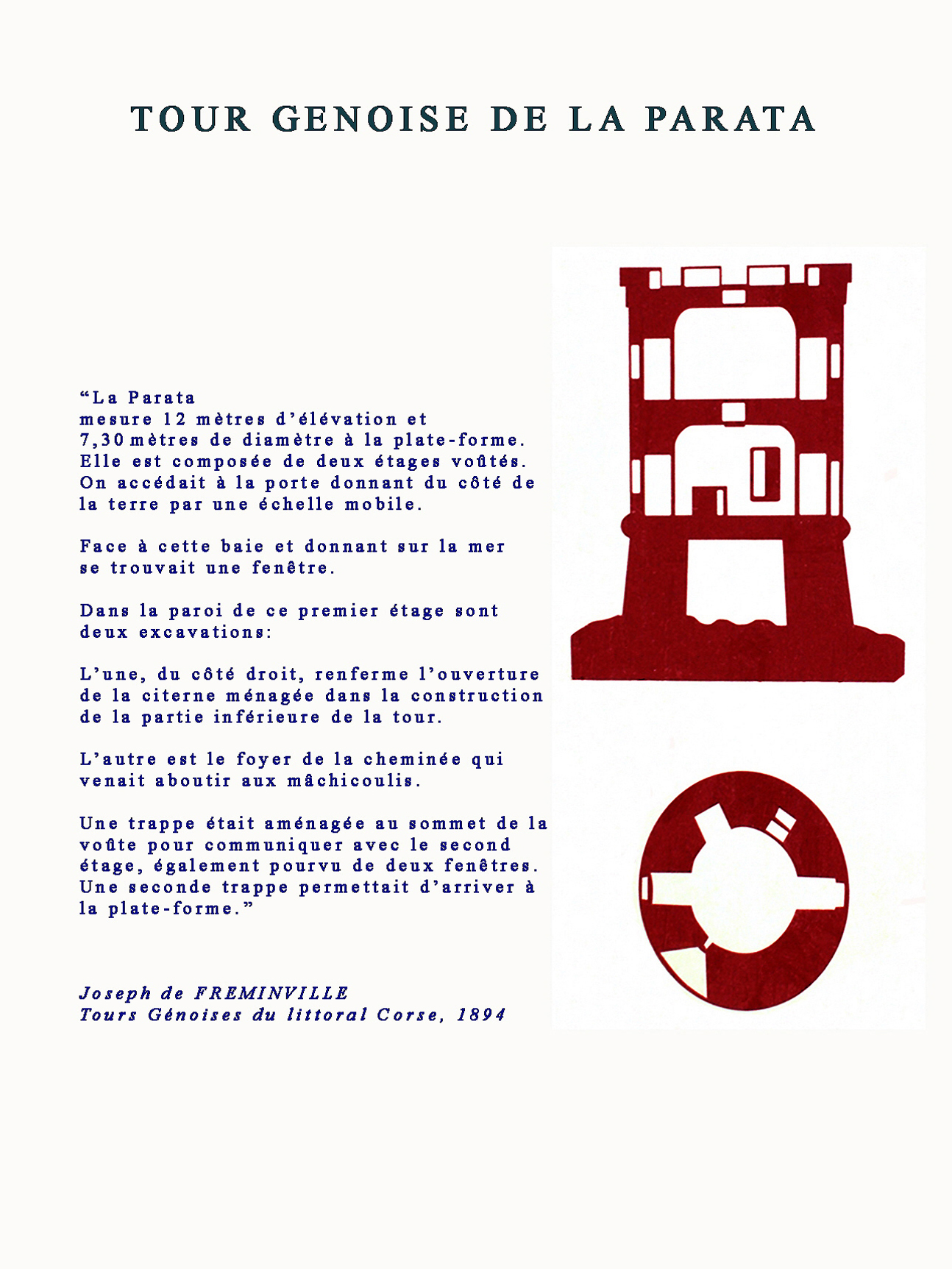
Plan de la tour génoise de la Parata.

Le littoral corse est constellé de tours (en corse torre au pluriel ou bien torra au singulier), devenues un des symboles de l'île. Bien que toutes ne soient pas d'origine génoise, on les appelle généralement « tours génoises » sans distinction.
La construction de ces tours génoises est la conséquence de la prise de Constantinople par les Turcs en 1453 ; les Barbaresques commencent à razzier les côtes et le feront pendant trois siècles. Elle débuta au XVIe siècle à la demande des communautés villageoises pour se protéger des pirates. En 1530, la république de Gênes dépêche deux commissaires extraordinaires, Paolo Battista Calvo et Francesco Doria, pour inspecter les tours et fortifications chargées de défendre l'île des invasions barbaresques. En 1530 la Corse a vingt-trois tours dont dix au Cap Corse. Dès 1531, l'édification de quatre-vingt-dix tours est décidée sur le littoral corse, dont trente-deux au Cap. Les travaux commencent sous la supervision de deux nouveaux commissaires extraordinaires génois : Sebastiano Doria et Pietro Filippo Grimaldi Podio. Il s'agissait d'étendre à la Corse le système de vigilance déjà en vigueur sur le pourtour méditerranéen. Ces nids-de-pie placés en avant-poste prévenaient et défendaient des attaques des Barbaresques et de tous les dangers venant de la mer. En 1730 l'île a 120 tours dont 30 au Cap.
Aujourd'hui, sur les 85 tours dénombrées au début du XVIIIe siècle, 67 demeurent encore debout. Hormis les citadelles littorales de Bastia, Porto-Vecchio, Bonifacio, Ajaccio, Calvi, Algajola et Saint-Florent, et celles intérieures de Corte et Sartène, ce sont les seuls restes d'architecture militaire de l'époque d'occupation génoise qui subsistent dans l'île.
À savoir que dans l'île voisine de Sardaigne, sous domination aragonaise puis espagnole de 1297 au début de 1700, un système de défense comparable avait été mis en place dès le XVIe siècle avec la construction des tours de guet dites "espagnoles" ou “aragonaises”, plus ou moins massives, pour lutter contre les attaques des Ottomans.

### Fonction

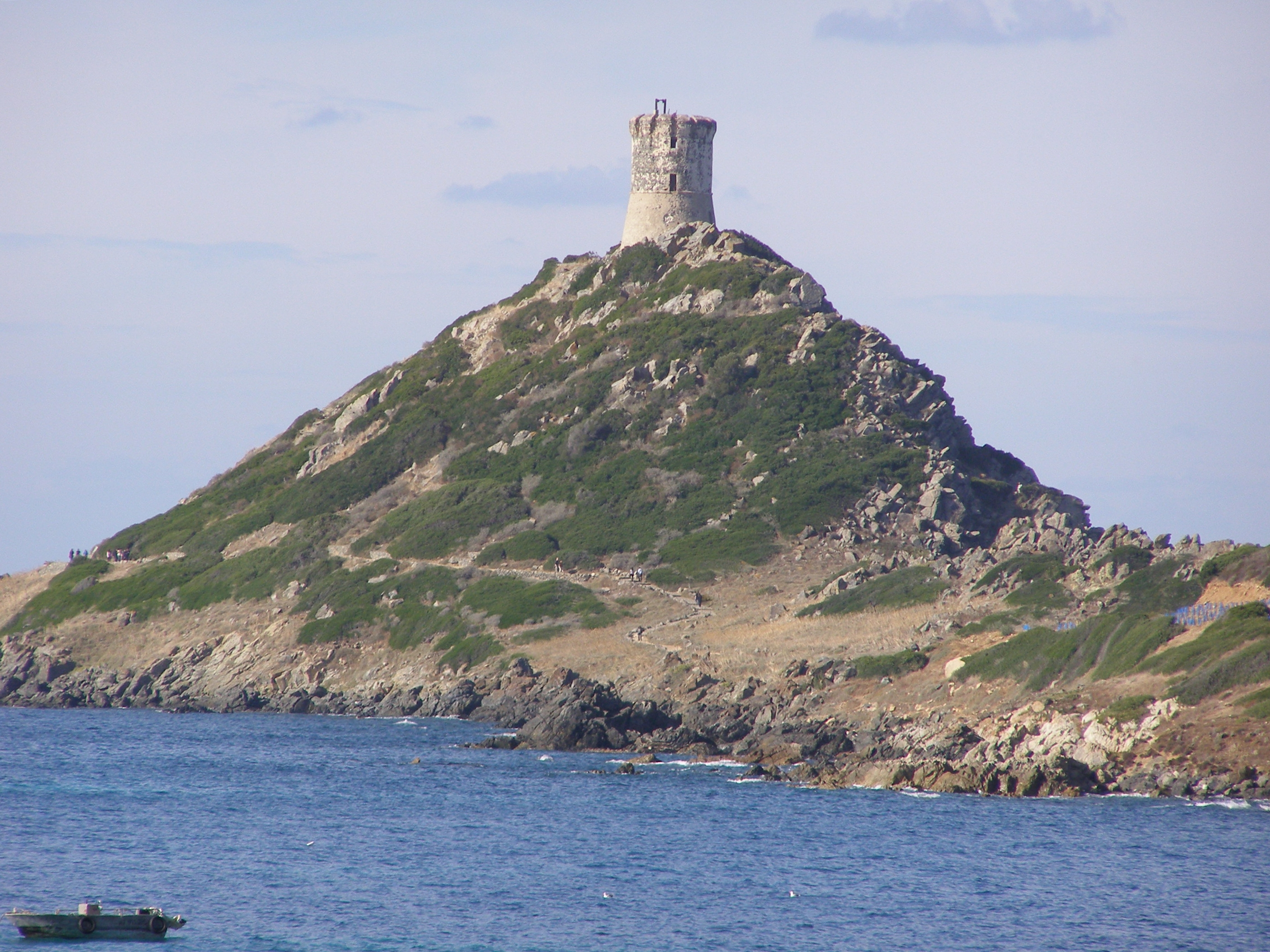
Tour génoise de La Parata (pointe de La Parata près d'Ajaccio).

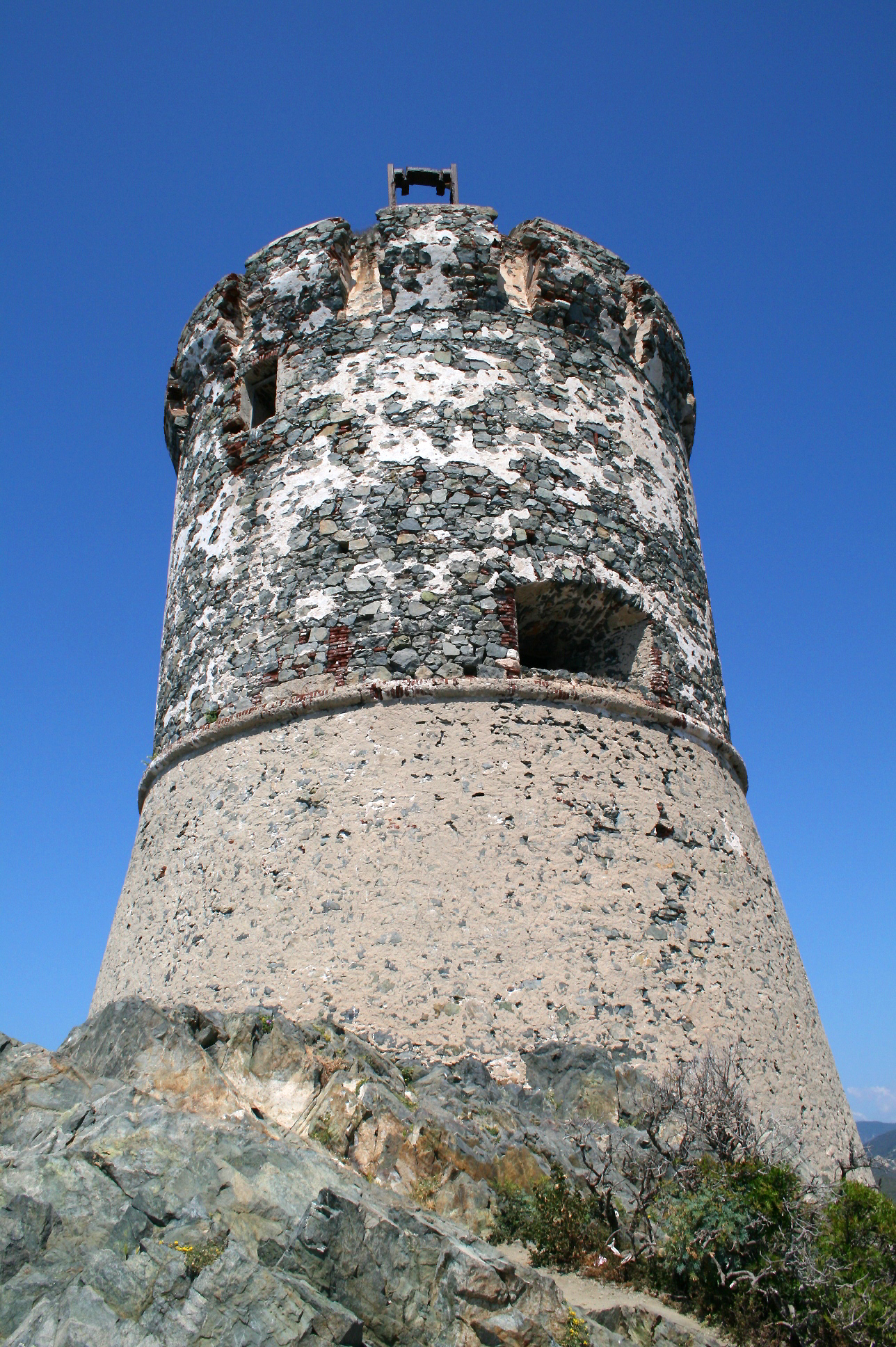
Tour de la Parata à Ajaccio.

La garnison d'une tour se constituait de deux à six hommes (les torregiani) recrutés parmi les habitants et payés sur les taxes locales. Ces gardiens devaient résider en permanence dans la tour. Ils ne pouvaient s'en éloigner que deux jours maximum, pour le ravitaillement et la paye, et un par un. Ils assuraient la vigie avec les feux et signaux réglementaires: ils montaient matin et soir sur la plate-forme, renseignaient navigateurs, bergers et laboureurs sur la sécurité, communiquaient par feux avec les tours les plus proches astucieusement positionnées à portée de vue, et surveillaient l'arrivée d'éventuels pirates. En cas d'alerte, le signal donné sur la terrasse au sommet de la tour, sous forme de fumée, de feu ou d'un son de culombu  ou de cornu (grande conque marine), prévenait les environs de l'approche d'un navire hostile. S'ensuivait le repli général des bêtes et des gens vers l'intérieur. Les deux tours les plus proches s'allumaient alors et ainsi de suite, ce qui permettait de mettre toute l'île en alerte en quelques heures.
Certaines garnisons ont dû se défendre contre les envahisseurs, et on retrouve à leur base les restes des combattants. C'est le cas de la fameuse tour de l'Osse (dont certains ont pu dire que son nom se doit aux ossements ensevelis à ses pieds).
Les tours étaient toujours insuffisamment armées. Elles servaient principalement de postes douaniers et d'amers. Les torregiani négligeaient souvent leur rôle militaire, pour se concentrer sur le contrôle du commerce maritime et la perception de diverses taxes. Ils pratiquaient aussi le négoce du bois et l'agriculture sur les terres environnantes.
Bien que les absences injustifiées soient interdites sous peine de galères ainsi que le remplacement par une personne autre que les gardiens titulaires, au fil du temps, certaines tours sont désertées par leurs gardiens. Elles se dégraderont, tomberont en ruines, ou seront détruites, faute de défense.
Dans une communication, Joseph de Freminville rapporte le règlement promulgué le 17 mai 1612 par le Sénat de Gênes, en raison de négligences générales signalées, applicable « « in tutte le torri dell'isola tanto di quà quanto di là da'monti da osservarsi dai capi e torregiani », sous peine de deux ans de galères :
- 1° Défense de sortir plus d'un homme à la fois pour un laps de temps qui ne doit pas dépasser deux jours et seulement pour des causes urgentes, telles que pour aller chercher des approvisionnements ou la solde ;
- 2° Obligation de monter quotidiennement sur la plate-forme avant et après le coucher du soleil pour examiner s'il n'y a pas de corsaires en vue et, dans ce cas, faire les signaux accoutumés ;
- 3° Défense de se faire remplacer; ceux qui sont payés pour la garde des tours doivent remplir personnellement leur mission ;
- 4° Obligation de renseigner immédiatement les navigateurs qui les interrogeraient sur la sécurité de la route qu'ils suivent ;
- 5° Chaque soir, les tours doivent communiquer entre elles par les signaux conventionnels faits par le feu. »

### Gestion

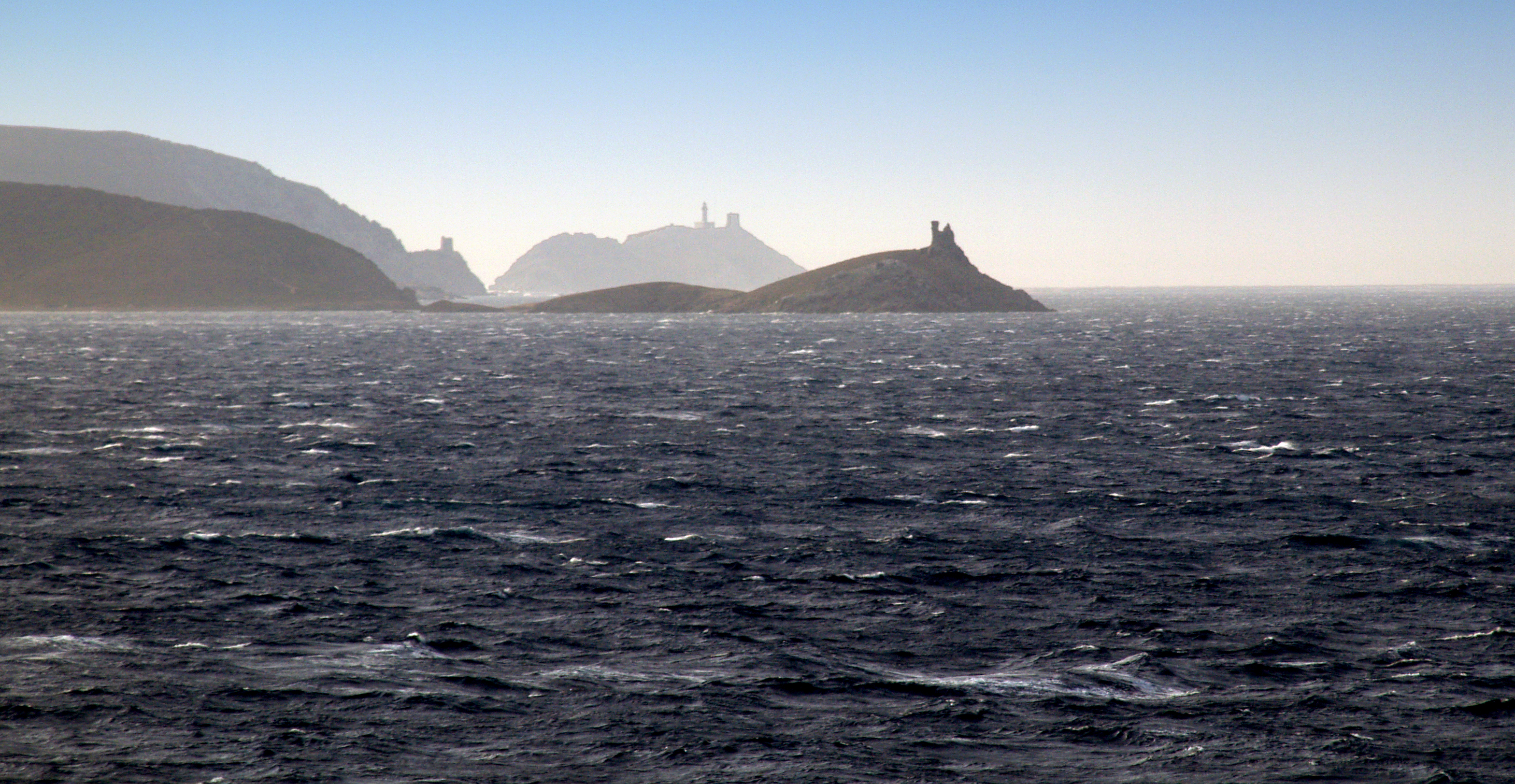
Tours des îles Finocchiarola, d'Agnello et de l'île de la Giraglia.

Ces tours ne cesseront de poser de multiples problèmes aux autorités génoises, d'une part à cause de leur éparpillement, ce qui en fait des cibles privilégiées, d'autre part à cause des défauts de construction, provoquant des effondrements. Plusieurs recensements des tours furent effectués mais aucun nombre précis ne put être avancé. La république de Gênes dut également intervenir dans de très nombreux conflits financiers et querelles de communautés, refus de gardiennage, non-paiement de dettes, demandes de fournitures ou d'armes.
En conséquence, à partir de la fin du XVIIe siècle et jusqu'en 1768, date de la conquête de l'île par la France, le nombre de tours entretenues diminue considérablement. À l'élection de Pascal Paoli au poste de général de la Patrie, en 1755, il n'en reste que vingt-deux, dont certaines occupées par les troupes françaises. Pascal Paoli ordonna même en 1760, la construction à des fins militaires, d'une tour de guet au sommet du Monte à Nonza, afin de surveiller le Golfe de Saint-Florent. Cette fortification est appelée la « tour paoline ».
La guérilla continuelle pendant la période paolienne entraîne la destruction de plusieurs édifices, dont les tours de Tizzano, Caldanu, Solenzara, etc. Les combats du débarquement des troupes britanniques du Royaume anglo-corse, en 1794, ruinent les tours de Santa Maria Chjapella et Mortella... À la fin du XVIIIe siècle seules quelques tours sont encore intactes.

### Architecture
Les tours génoises sont des édifices en pierre de 12 à 17 m de haut sur 8 à 10 m de diamètre.
Parfois carrées, le plus souvent circulaires, elles sont toujours construites sur quatre niveaux :
- la réserve, au sous-sol de la tour ; une niche servait à ranger les vivres ; on y stockait également les munitions. L'eau y était conservée dans une citerne, alimentée depuis la terrasse par une conduite directe ;
- la salle de repos, au premier étage ; elle était parfois séparée de la salle de garde par un simple plancher sommaire et formant avec elle un espace de vie unique ;
- la salle de garde, au deuxième étage ; elle était percée de meurtrières pour permettre aux torregiani de guetter ;
- la terrasse, au sommet de la tour, pour la surveillance ; percée de mâchicoulis ou munie de bretèches, elle était flanquée d'une guardiola.

On passait d'un niveau à l'autre par des trappes et des échelles. L'accès à la porte d'entrée se faisait par une longue échelle mobile, directement au premier étage. Les gardes habitaient à tour de rôle la pièce unique pourvue de niches et d'une cheminée, et située sous la salle de guet.
Plus anciennes, les « tours pisanes » sont en général carrées, bâties sur des arêtes montagneuses pour être mieux défendues contre l'envahisseur. Elles ont été édifiées dès le XIIe siècle.
On doit les distinguer des maisons-tours carrées construites à l'intérieur de l'île, sur autorisation de l'occupant génois (exemple : la tour Paganosa à Castifao) et la tour Lomellini à Lumio.
Plusieurs de ces maisons-tour sont aujourd'hui restaurées et servent d'habitation comme à Farinole (maison-tour de Poggio) et Olmeto (tour de Micalona).
Les tours carrées, maisons-tour ou fortins littoraux sont moins nombreux que les tours génoises circulaires. Parmi les plus remarquables :
- La tour de la Giraglia (Ersa)
- La tour de Castellare (Pietracorbara)
- La tour de Furiani (Furiani)
- La tour de Pinareddu (Zonza)
- La tour de San Ciprianu (Lecci)
- La tour de Portu (Ota)
- La tour ou le fortin de Ghjirulatu (Girolata) (Osani)
- La tour de Torre Mozza (Calenzana)
- La tour de Nonza (Nonza)
- La tour de Ciocce (Pino)
- La tour de San Ghjuvà (Morsiglia)

### État actuel
Aujourd'hui les tours génoises représentent un patrimoine considérable. Sur la centaine de tours construites, il n'en demeure qu'une soixantaine. Si certaines sont en ruine, d'autres sont en très bon état. Beaucoup d'entre elles sont classées Monuments historiques (Cf. Liste des tours génoises en Corse). Certaines ont fait l'objet de travaux de restauration importants, financés pour l'essentiel par la collectivité territoriale, bien qu'elle n'en soit pas propriétaire. Malheureusement, faute de moyens et de programme de restauration, beaucoup se détériorent de plus en plus.

### Historique

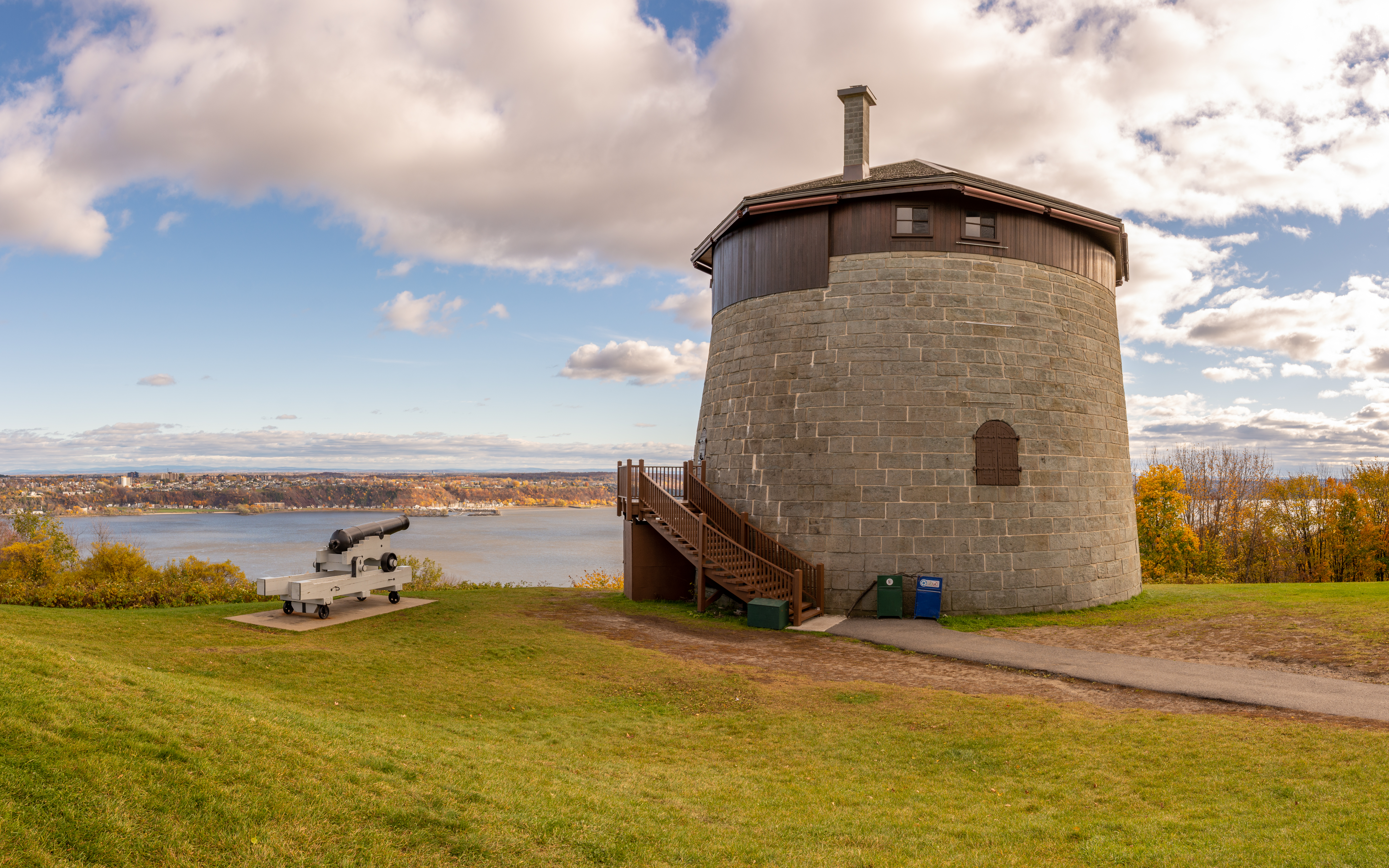
Une tour Martello sur les Plaines d'Abraham à Québec.

Impressionné par le système défensif constitué par les tours génoises et notamment celle de la Mortella dans le golfe de Saint-Florent, l'amiral Nelson en fait relever les plans. Dans la crainte d'un débarquement des troupes napoléoniennes, l'Empire britannique construit des copies améliorées. Ces tours sont connues en Angleterre sous le nom de tours Martello, Martello étant une déformation du toponyme corse Mortella.

### Citations
De Louis Villat : « sans cesse les plages de Corse sont visitées par les corsaires barbaresques, qui pillent les campagnes et enlèvent des captifs. Les 85 tours, bâties sur le littoral par ordre du gouvernement de Gênes pour signaler aux populations l'approche des corsaires, ne suffisaient pas toujours à les préserver de leurs atteintes.
Ces tours sont nombreuses. De la mer, en longeant les côtes, on les voit dans leur fauve isolement, sur les pointes les plus périlleuses. Elles accentuent encore la désolation des rocs, des arbustes qui semblent incrustés, des escarpements inaccessibles qu'elles commandent. Parfois, au contraire, elles se parent des charmes d'un promontoire harmonieux et d'une baie caressante. ».

## Tours génoises de l'île d'Elbe

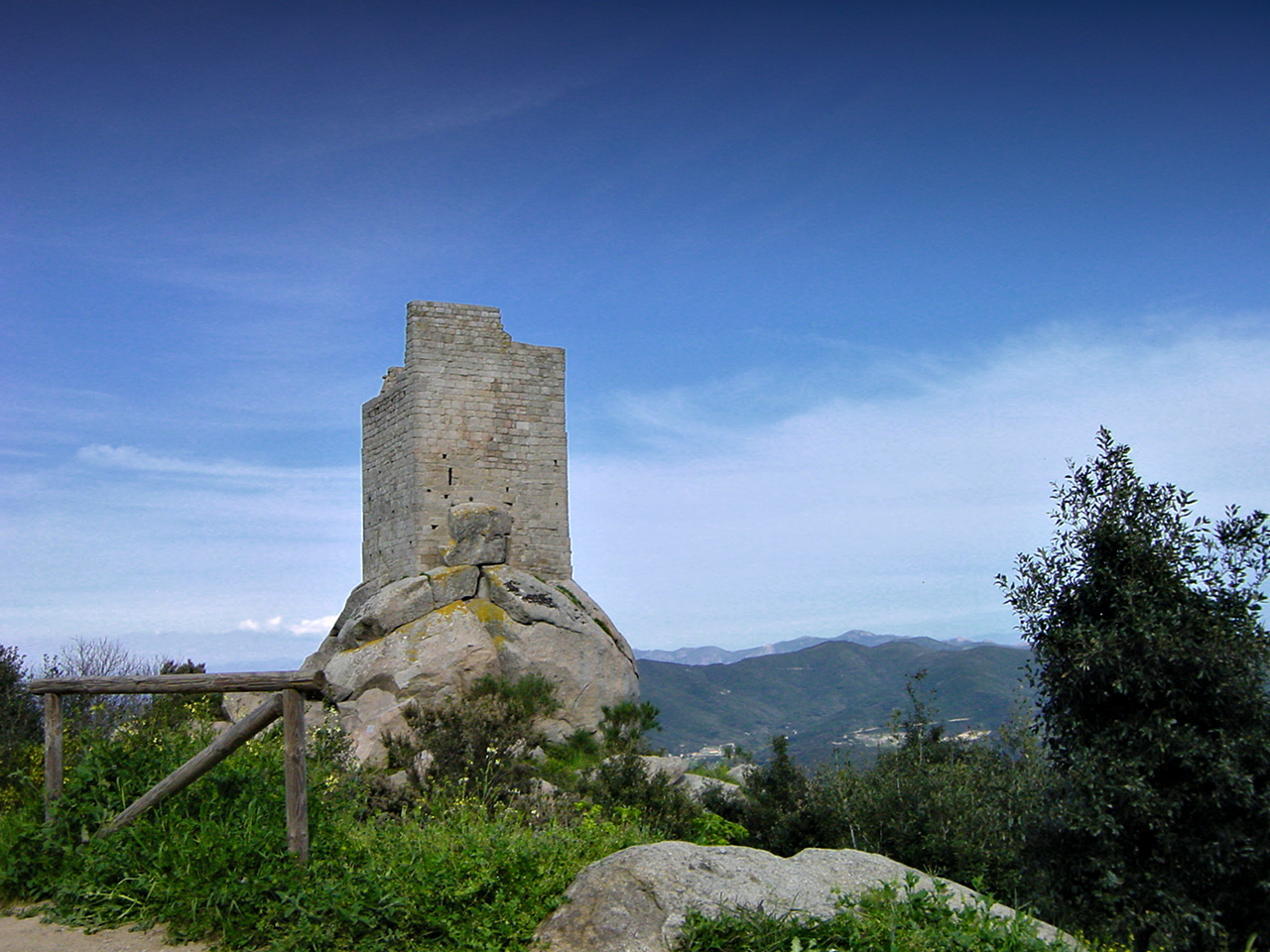
Torre di San Giovanni in Campo.

L'île d'Elbe recèle trois tours remarquables :
- Tour de Marina di Campo , d'origine pisane ;
- Torre degli Appiani (Marciana Marina). Elle fut construite au XIIe siècle comme défense aux incursions des pirates.
- Tour de San Giovanni située près de l'église paroissiale qui lui a donné son nom.

## Tours génoises de l'île de Capraia

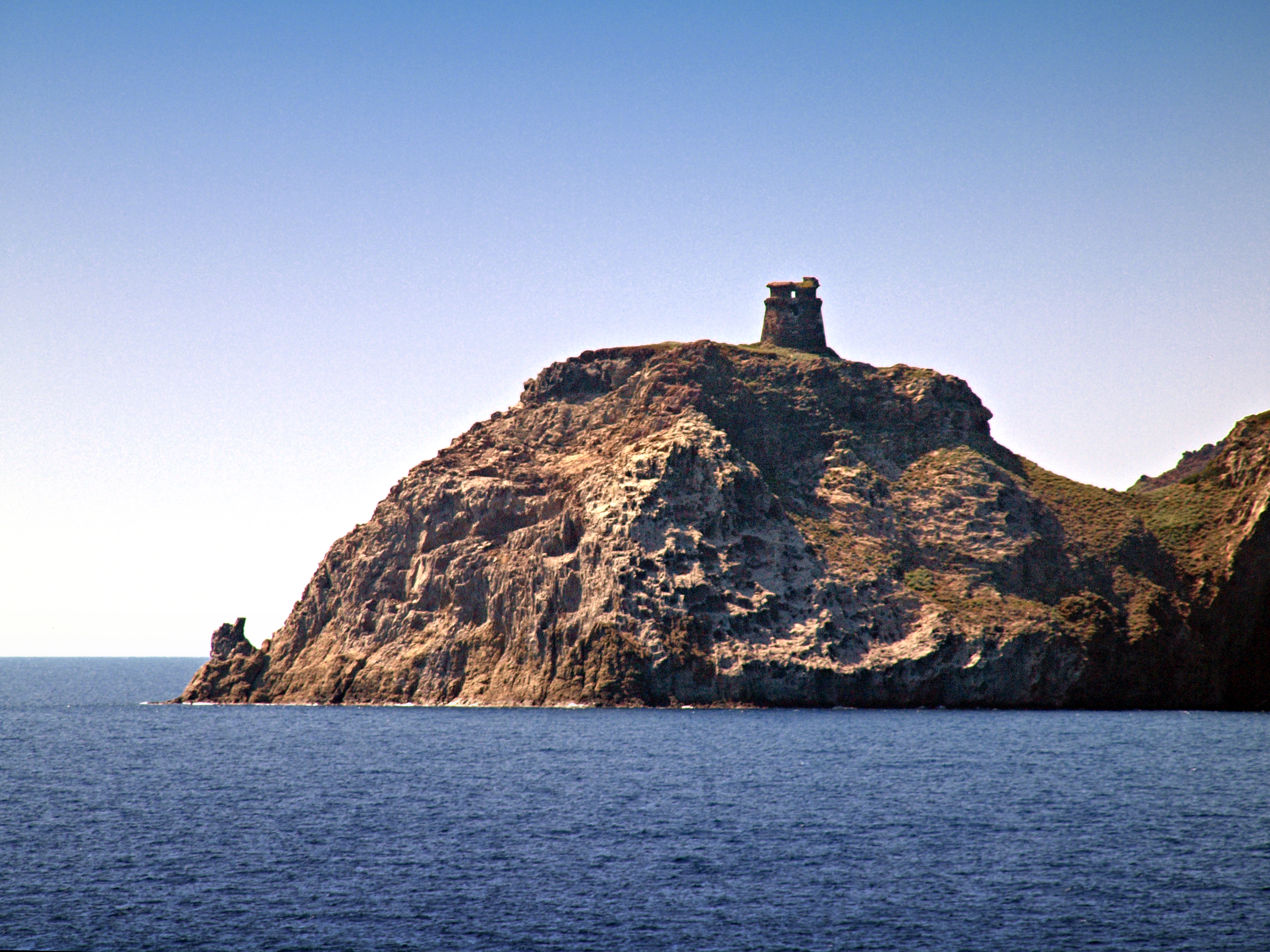
Torre dello Zenobito.

Capraia possède quatre tours génoises :
- Torre del Porto (1541) ;
- Torre dello Zenobito (1545), située à l'extrême sud de l'île ;
- Torre delle Barbici (1699) ;
- Torretta del Bagno (1790).